# Хасич, Эмин
Эмин Хасич (швед. Emin Hasić; род. 8 февраля 2003) — шведский футболист, защитник «Вернаму».

## Клубная карьера
Является воспитанником «Хеккена». В конце 2020 года интерес к защитнику проявлял «Норрчёпинг». В январе 2021 года перебрался в итальянский «Лечче», с которым подписал трёхлетний контракт. В первый сезон выступал за молодёжную команду клуба. В январе 2022 года впервые попал в заявку основной команды клуба на матч Серии B против «Порденоне», но на поле не появился. По итогам сезона клуб занял первую строчку в турнирной таблице и вышел в Серию A. В следующем сезоне вместе с молодёжной командой клуба стал победителем молодёжного чемпионата Италии. В финальной игре против «Фиорентины» Хасич на 120-й минуте встречи забил единственный мяч в игре, чем принёс победу своей команде. По окончании сезона контракт защитника с «Лечче» завершился и он покинул клуб.
25 августа 2023 года перешёл в «Вернаму», с которым заключил соглашение, рассчитанное на три с половиной года. 1 октября в выездной игре против «Мьельбю» дебютировал в чемпионате Швеции, появившись на поле на 89-й минуте вместо Густава Энгвалля.

## Карьера в сборной
Выступал за юношеские сборные Швеции различных возрастов. В марте 2023 года впервые получил вызов в молодёжную сборную. Дебютировал в её составе 23 марта в товарищеском поединке с Шотландией, заменив на 87-й минуте Ноа Перссона. В июне того же года в матче отборочного турнира к молодёжному чемпионату Европы с Гибралтаром забил мяч, поучаствовав в разгроме соперника (5:0).

## Клубная статистика
| Выступление      | Выступление      | Выступление      | Лига | Лига | Кубки | Кубки | Конт. кубки | Конт. кубки | Итого | Итого |
| Клуб             | Лига             | Сезон            | Игры | Голы | Игры  | Голы  | Игры        | Голы        | Игры  | Голы  |
| ---------------- | ---------------- | ---------------- | ---- | ---- | ----- | ----- | ----------- | ----------- | ----- | ----- |
| Вернаму          | Алльсвенскан     | 2023             | 2    | 0    | 0     | 0     | 0           | 0           | 2     | 0     |
| Вернаму          | Итого            | Итого            | 2    | 0    | 0     | 0     | 0           | 0           | 2     | 0     |
| Всего за карьеру | Всего за карьеру | Всего за карьеру | 2    | 0    | 0     | 0     | 0           | 0           | 2     | 0     |